# Atiart
Atiart (aragonesisch L’Atiart) ist ein spanischer Ort in den Pyrenäen in der Provinz Huesca der Autonomen Gemeinschaft Aragonien. Atiart gehört zur Gemeinde La Fueva. Der Ort hat seit Jahren keine Einwohner mehr.

## Baudenkmäler
- Kapelle (Bien de Interés Cultural)
- Backofen (Bien de Interés Cultural)

## Weblinks

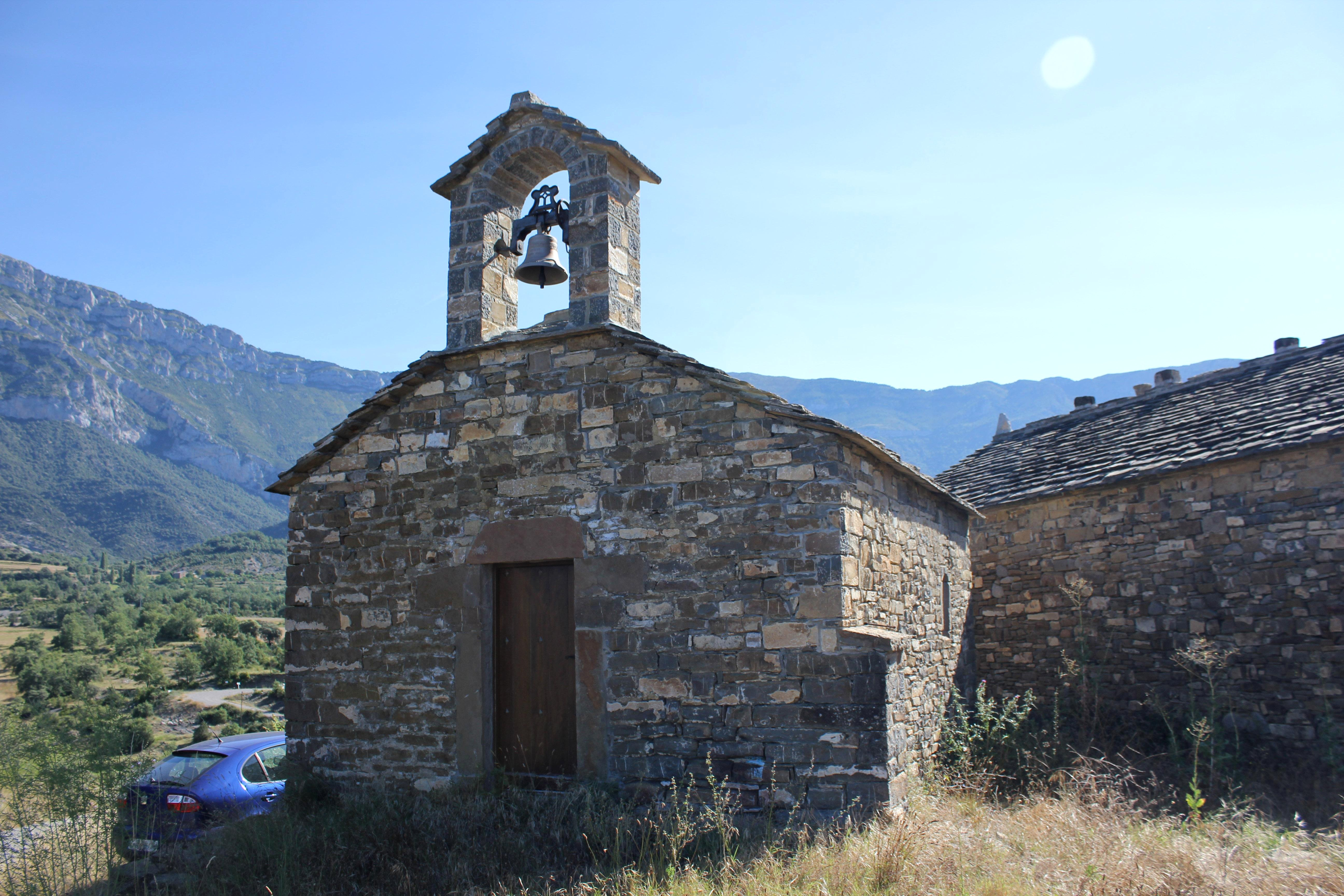
Kapelle